# Campylomyza mohrigi
Campylomyza mohrigi är en tvåvingeart som beskrevs av Jaschhof 2009. Campylomyza mohrigi ingår i släktet Campylomyza, och familjen gallmyggor. Arten är reproducerande i Sverige.